# Kasteel van Tramezaygues
Het Kasteel van Tramezaygues (Frans: Château de Tramezaygues) is een kasteelruïne in de Franse gemeente Tramezaïgues in het departement Hautes-Pyrénées.

## Geschiedenis
Het is onduidelijk wat de oorsprong van het kasteel is, maar de eerste vermeldingen stammen uit de 12e eeuw. Hoewel het kasteel in eerste instantie de militaire functie van onder andere wachttoren had, werd het in de vroegmoderne tijd in gebruik genomen als een gevangenis. Tot slot zouden de fortificaties dienen als douanepost, voordat het uiteindelijk geheel in verval geraakte. 
Het kasteel is sinds 1980 bestempeld als monument historique door de Franse overheid. Tegenwoordig bezit de gemeente het kasteel en in 1990 is het bouwwerk gerestaureerd.

## Beschrijving
Het kasteel is strategisch gelegen, vlak bij het punt waar de riviertjes de Neste d'Aure en de Neste de Rioumajou bij elkaar komen. Vanuit het kasteel kon de toegang tot de Aurevallei, die doorgang biedt naar de nabijgelegen (huidige) Spaanse grens, bemoeilijkt worden. 
De vestingwerken bestaan uit een donjon met een ringmuur waarvan grote delen nog steeds staan. De donjon bestaat uit drie verdiepingen. De begane grond diende als opslag voor levensmiddelen. Toegang tot de donjontoren ging via die deuropening op de eerste verdieping. De entree bevindt zich op ongeveer zes meter hoogte en was door middel van een houten trap bereikbaar. De bovenste verdieping diende als uitkijkpunt en ter verdediging van de toren. Het kasteel bezat ook een voorburcht, waarvan minder resten bewaard zijn gebleven.

## Galerij

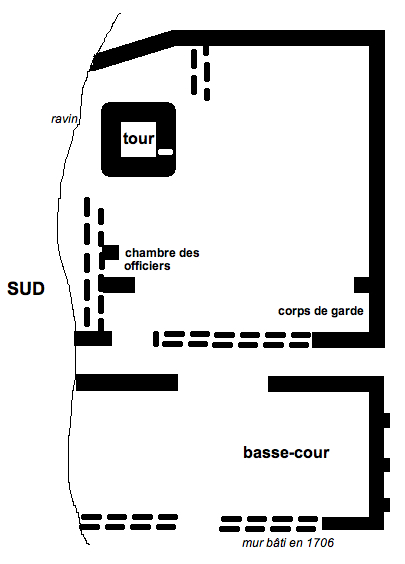
Plattegrond van het kasteel
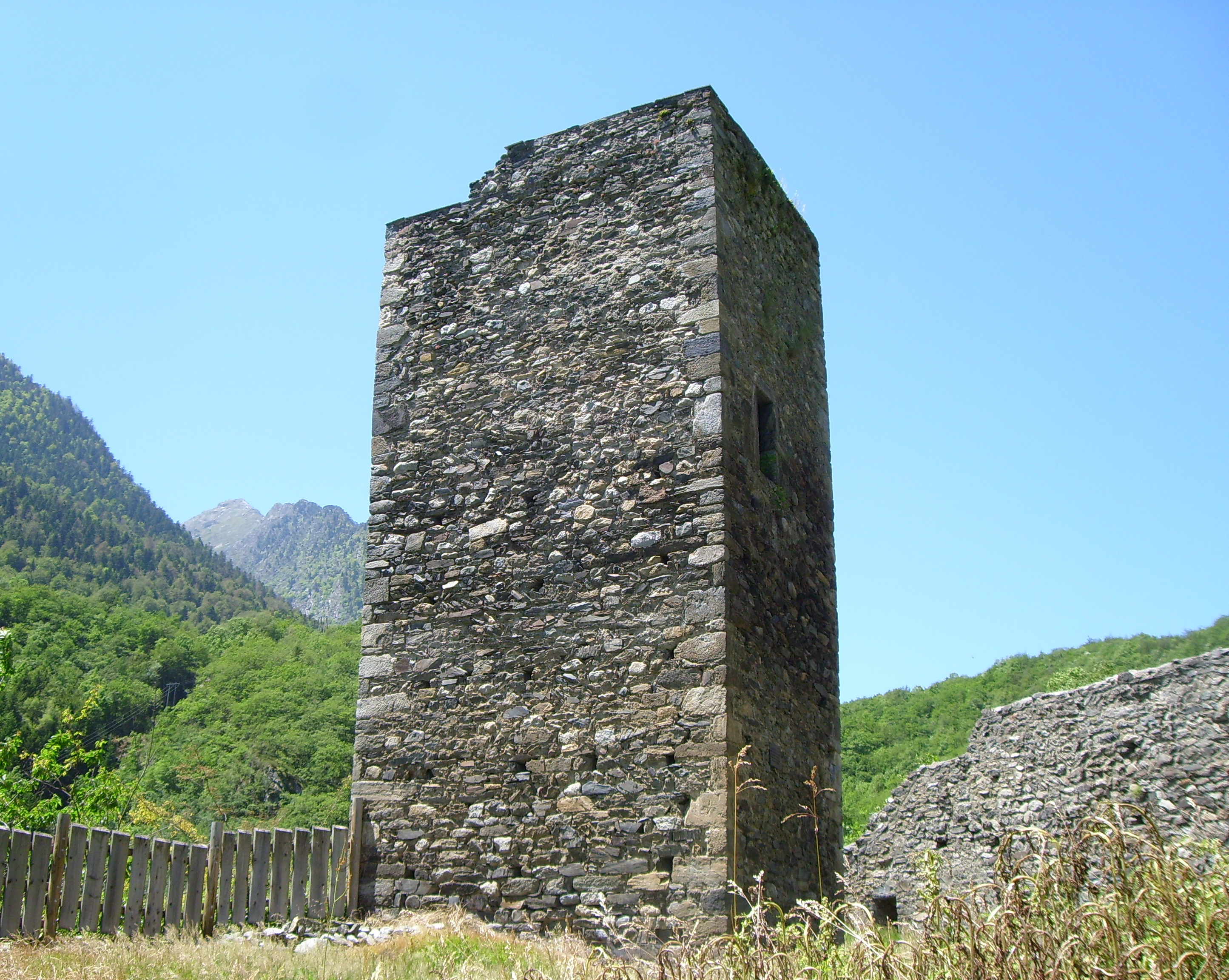
Donjontoren
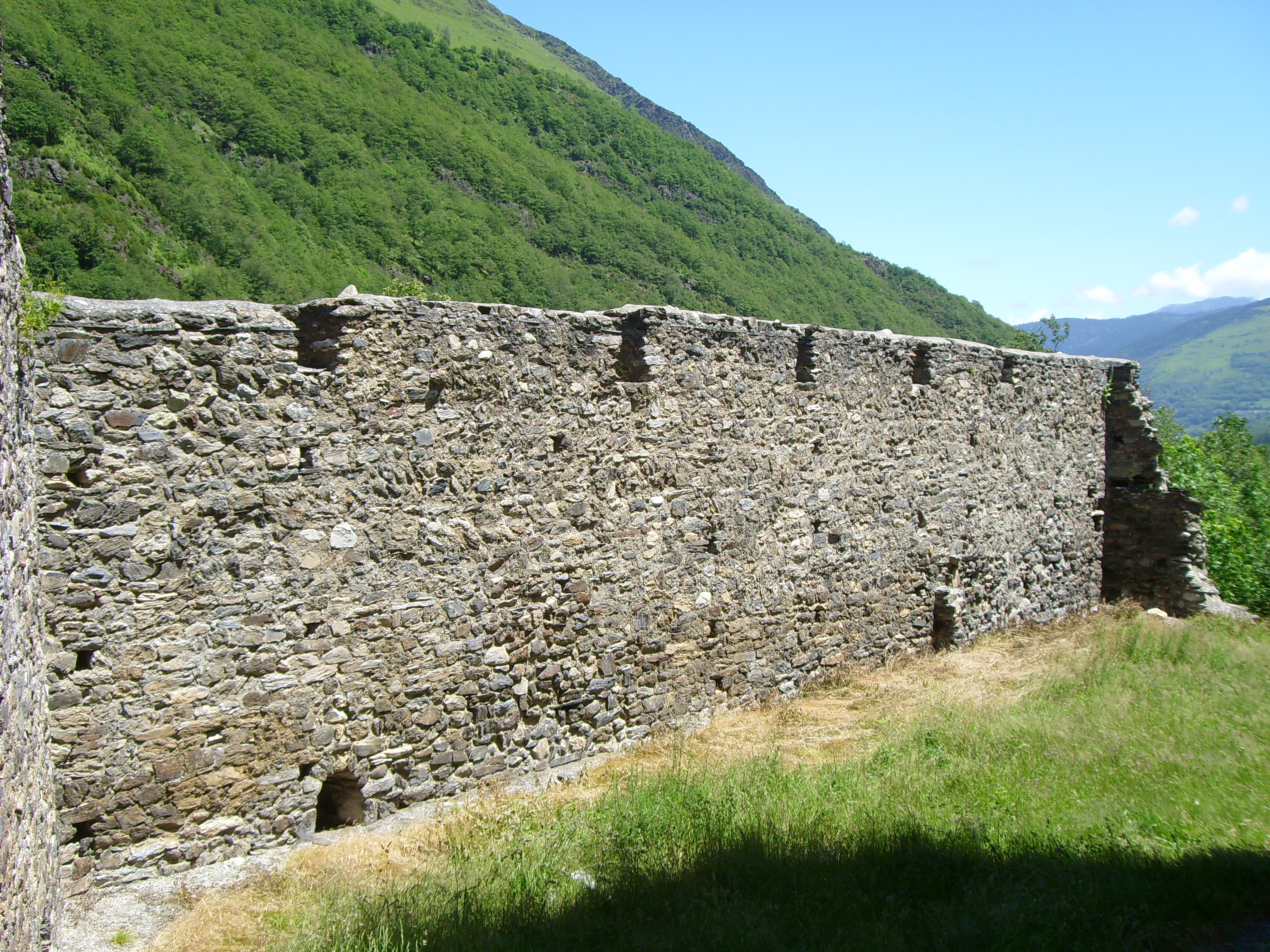
Deel van de bewaard gebleven ringmuur
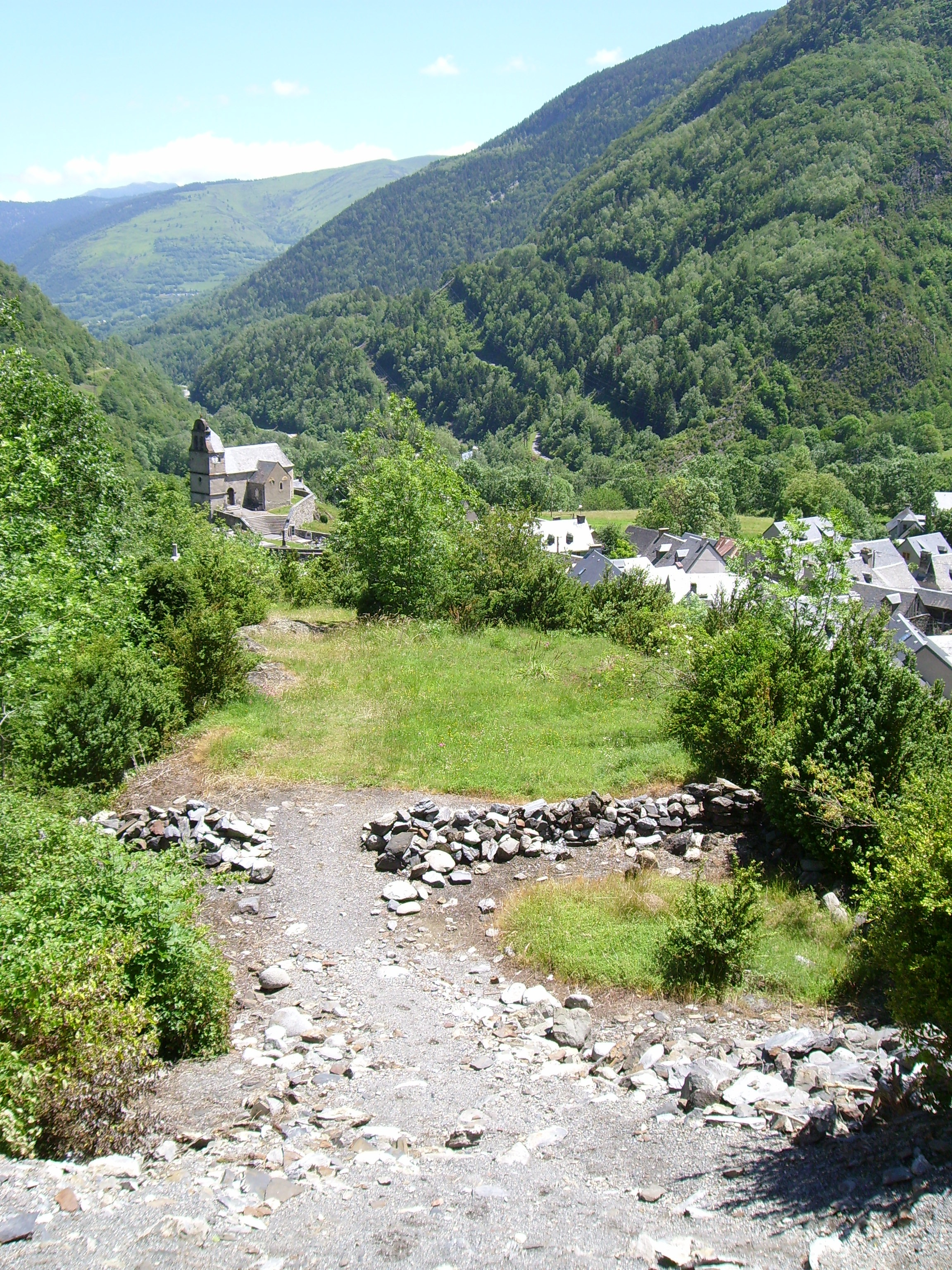
Overblijfselen van de voorburcht, met op de achtergrond het dorp Tramezaïgues